# EU-Mitgliedschaftsreferendum im Vereinigten Königreich 2016

Ergebnisse nach Wahlbezirken:
Für Verbleib in der EU
Für Austritt aus der EU

Das Referendum über den Verbleib des Vereinigten Königreichs in der Europäischen Union (englisch Referendum on the UK’s membership of the European Union), auch als EU-Referendum oder Brexit-Referendum bezeichnet, war ein konsultatives Referendum (Volksbefragung). Es fand am 23. Juni 2016 statt.
Wahlberechtigt waren etwa 46,5 Millionen Bürger des Vereinigten Königreichs, Irlands und des Commonwealth, sofern sie in Großbritannien, Nordirland oder Gibraltar leben. Die Wahlbeteiligung betrug 72,2 %. Für einen Austritt des Vereinigten Königreichs aus der Europäischen Union („Brexit“) stimmten 51,9 % der Wähler (etwa 17,4 Millionen bzw. 37,4 % der wahlberechtigten Bürger); für einen Verbleib in der Europäischen Union stimmten 48,1 % (etwa 16,1 Millionen bzw. 34,7 % der wahlberechtigten Bürger).
Ein konsultatives Referendum ist nicht bindend. Vor einem möglichen EU-Austritt des Vereinigten Königreichs musste die Regierung dem Europäischen Rat die Absicht auszutreten mitteilen. Anschließend hatten die Regierung und der Europäische Rat zwei Jahre Zeit, ein Abkommen über die Einzelheiten des Austritts auszuhandeln, welches der Europäische Rat nach Zustimmung des Europäischen Parlaments mit qualifizierter Mehrheit beschließen musste. Da das Abkommen nach zwei Jahren noch nicht ausverhandelt war, wurden durch einen einstimmigen Beschluss des Rates diese Verhandlungen zum Abkommen verlängert.

## Vorgeschichte

### Referendum von 1975
Das Vereinigte Königreich unter Premierminister Edward Heath trat am 1. Januar 1973 im Rahmen der sogenannten Norderweiterung der Europäischen Wirtschaftsgemeinschaft (EWG) bei. Als die oppositionelle Labour-Partei 1974 an die Macht kam, veranlasste der neue Premierminister Harold Wilson ein Referendum über die weitere Mitgliedschaft oder einen Wiederaustritt des Landes. Während die meisten Gewerkschaften und Labourabgeordneten gegen einen Verbleib waren, waren die Konservative Partei unter ihrer neuen Vorsitzenden Margaret Thatcher, ebenso wie die Wirtschaftsverbände, für die Mitgliedschaft. Die Wähler entschieden sich mit etwa 67 % für einen Verbleib, bei einer Wahlbeteiligung von 65 %.

### Gründung von Referendumsparteien
Bis in die 1980er Jahre kam die Kritik an der Mitgliedschaft weiterhin hauptsächlich aus den Reihen der Labour Party und den Gewerkschaften. Das änderte sich, nachdem europäische Politiker, insbesondere Jacques Delors, Helmut Kohl und andere, für eine weitergehende politische Union der europäischen Staaten plädierten. Margaret Thatcher erteilte jedoch 1988 in einer vielbeachteten Rede in Brügge diesen Plänen eine Absage. Nichtsdestoweniger befürwortete sie den Beitritt des Pfundes im Oktober 1990 in das Europäische Währungssystem.
Die Ausarbeitung und Unterzeichnung des Vertrags von Maastricht 1992 verschärfte diese innerparteilichen Diskussionen, da dieser nicht nur einen Binnenmarkt, sondern auch eine Währungsunion und die Schaffung einer weitergehenden politischen Union als Ziel ins Auge fasste. Auch außerhalb der Konservativen Partei sammelten sich die Maastricht-Gegner: der Milliardär Sir James Goldsmith gründete 1994 die Referendum Party, die allerdings 1997 mit seinem Tod zerfiel, und der Historiker Alan Sked gründete 1991 die Anti-Federalist League, aus der später die United Kingdom Independence Party (UKIP) hervorging und die durch den Fernsehmoderator Robert Kilroy-Silk Bekanntheit erlangte. UKIP forderte von Beginn an ein landesweites Referendum über die weitere EU-Mitgliedschaft des Vereinigten Königreichs.
In den Meinungsumfragen gewann UKIP kontinuierlich an Zustimmung hinzu. Bei den Unterhauswahlen drückte sich das jedoch nicht in Form von Parlamentsmandaten aus, da UKIP durch das geltende relative Mehrheitswahlrecht stark benachteiligt wurde. UKIP bezog seine Wähler vor allem aus dem Wählerpotential der Konservativen Partei in Südengland sowie aus der Labour Party in Nordengland und Wales. Die Regierung geriet zunehmend unter Druck. Der konservative Abgeordnete Douglas Carswell lief 2014 zu UKIP über und wurde durch eine Nachwahl in seinem Wahlkreis bestätigt. Im selben Jahr wurde UKIP bei den Europaparlamentswahlen mit 27,5 % der Stimmen stärkste britische Partei noch vor den Konservativen und Labour, allerdings bei einer Wahlbeteiligung von nur 36 %.

### Haltung der britischen Parteien
Angesichts des Wachstums der EU-skeptischen UKIP wurde auch an den britischen Premierminister die Frage nach einem möglichen EU-Mitgliedschafts-Referendum herangetragen. Der seit der Unterhauswahl 2010 amtierende konservative Premierminister David Cameron lehnte Forderungen nach einem Referendum zunächst rundweg ab.

### Auslöser 2011
Nach Camerons eigenen Angaben (in der 2019 ausgestrahlten BBC-Dokumentation The Cameron Years) war ein EU-Gipfel am 8. Dezember 2011 Auslöser für sein Versprechen eines Brexit-Referendums. An diesem 8. Dezember hatten Angela Merkel und Nicolas Sarkozy eine Änderung des Lissabon-Vertrags gefordert, um den Euro zu stabilisieren. Cameron wollte dem nur zustimmen, wenn die anvisierte Vertragsänderung auch britische Interessen berücksichtigte, was aber Merkel und Sarkozy ablehnten. Cameron legte daraufhin sein Veto gegen eine Änderung des EU-Vertrages ein. Nichtsdestotrotz vereinbarte eine Mehrheit der EU-Länder einen Untervertrag zur Stabilisierung des Euros (ESM). In Camerons Worten bedeutete dieses Ignorieren eines Vetos, dass die Interessen und die „Lage des Vereinigten Königreiches in der EU eigentlich zutieftst unstabil“ war. Aufgrund dieser Erfahrung kam Cameron angeblich über Weihnachten 2011 zum Schluss, dass „wir in der Tat versuchen mussten, die Instabilität von Britanniens Position innerhalb der EU zu ankern, sichern und ordnen, und ich traf die Entscheidung, dass es Zeit war, sich in Richtung eines Referendums zu bewegen.“
Cameron erklärte schließlich am 23. Januar 2013, dass er, sofern er dann immer noch Premierminister wäre, spätestens im Jahr 2017 ein solches Referendum über den weiteren Verbleib des Landes in der EU abhalten lassen werde. Zuvor wolle er mit seinen europäischen Partnern verhandeln, um eine Reform der EU entsprechend den britischen Vorstellungen zu erreichen. Eigenen Angaben zufolge war sein Ziel daher nie der tatsächliche Austritt aus der EU, sondern vielmehr, mit dem Referendum Druck auf die EU für die Reformverhandlungen aufzubauen.
Die EU-kritischen Parteien UKIP und British National Party (BNP) begrüßten die Ankündigung des Referendums. Auch die Grüne Partei von England und Wales, die sich prinzipiell für den Verbleib in der EU aussprach, unterstützte das Konzept des Referendums als „Chance, ein besseres Europa zu erbauen“. Die Labour Party lehnte dagegen unter der Führerschaft von Ed Miliband 2010 bis 2015 das Konzept des Referendums ab, wenn nicht ein weiterer Transfer von Kompetenzen von London nach Brüssel anstehe. Auch die proeuropäischen Liberaldemokraten sprachen sich in ihrem Wahlmanifest vor der Wahl 2015 gegen ein Referendum aus, wenn keine Änderung der europäischen Verträge zu erwarten ist.

### Camerons EU-Reformverhandlungen 2014–2016

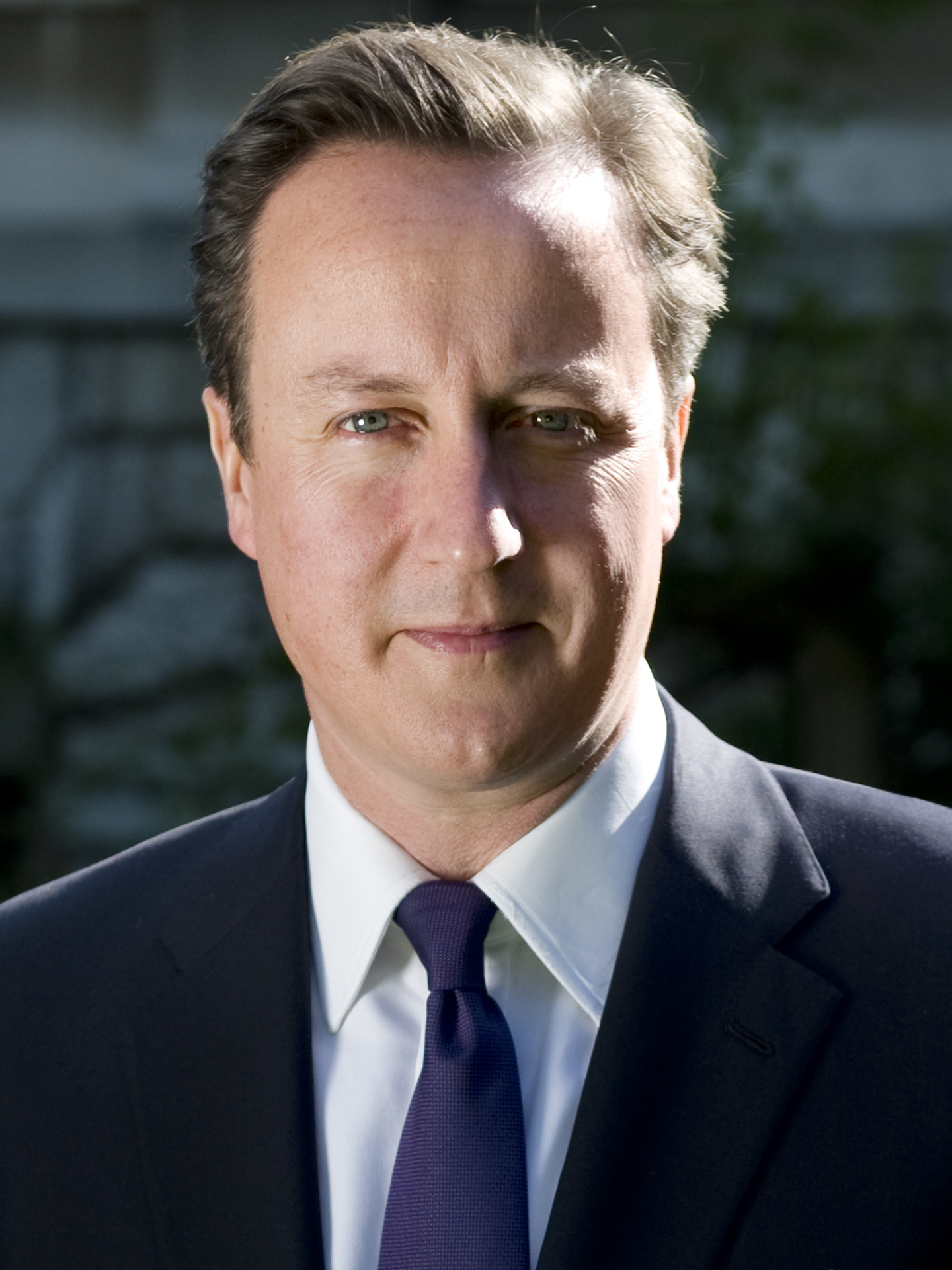
Premierminister David Cameron versprach im Jahr 2013 die Abhaltung eines Referendums spätestens im Jahr 2017

Anfang 2014 umriss Premierminister David Cameron die Reformen, die er für die EU und für das Verhältnis zwischen der EU und Großbritannien erreichen wollte. Diese waren:
- Zusätzliche Einwanderungskontrollen (insbesondere für neue EU-Mitgliedsländer) sowie strengere Einwanderungsregeln für aktuelle EU-Bürger (was jedoch dem Grundrecht auf Freizügigkeit widersprach);
- Ein kollektives Vetorecht nationaler Parlamente gegen Gesetzesvorhaben der EU (sogenannte rote Karte);
- Neue Freihandelsabkommen und ein Bürokratieabbau für Unternehmen;
- Eine Reduktion des Einflusses des Europäischen Gerichtshofs für Menschenrechte (der jedoch unabhängig von der EU ist) auf die britische Polizei und die britische Gerichtsbarkeit;
- Generell mehr Macht für die einzelnen Mitgliedsstaaten und weniger für die EU-Institutionen;
- Eine Absage an das Prinzip einer „immer engeren Union“, welches als fundamentaler Grundsatz in der Präambel des EU-Vertrags festgeschrieben ist.

Cameron wollte diese Reformen durch eine Reihe von Verhandlungen mit EU-Führern erreichen, und dann, falls er wiedergewählt würde, ein Referendum ankündigen.
Nach intensiven, monatelangen Verhandlungen mit allen europäischen Regierungschefs verkündete Cameron am 2. Februar 2016, dass seine Verhandlungen erfolgreich abgeschlossen seien. Details müssten noch ausgearbeitet werden, aber das vorläufige Verhandlungsergebnis „könne sich sehen lassen“. Die einzelnen Elemente des zwischen EU-Ratspräsident Donald Tusk und David Cameron ausgehandelten Abkommens wurden in einem Brief Tusks an die Mitglieder des Europäischen Rates, der am 2. Februar 2016 veröffentlicht wurde, konkretisiert. Im Einzelnen umfassten die vereinbarten Punkte die Kürzung der Ansprüche auf Sozialleistungen für Migranten aus EU-Staaten im Vereinigten Königreich, die Zusicherung, dass das Vereinigte Königreich ein Opt-out-Recht bei einer eventuell zukünftigen vertraglichen Vertiefung der Europäischen Union behalten werde, sowie Vereinbarungen, dass die Nicht-Euro-Länder künftig in der EU nicht schlechter gestellt werden würden als die Länder, die den Euro als Währung eingeführt haben. Weitere Vereinbarungen umfassten die Steigerung der Wettbewerbsfähigkeit der EU sowie die Abwehr des Terrorismus, notfalls durch nationale Maßnahmen im Alleingang.
Nach Bekanntgabe des vorläufigen Abkommens reiste Cameron in verschiedene europäische Länder, unter anderem nach Dänemark und Polen, um dort für die Zustimmung zu den Abmachungen zu werben. Für letzte Verhandlungen und die Beschlussfassung wurde ein Treffen des Europäischen Rates in Brüssel einberufen, das am 18. Februar 2016 begann. Am späten Abend des 19. Februar 2016, nach mehr als 18-stündigen Verhandlungen, gaben die EU-Regierungschefs bekannt, dass eine Einigung erzielt worden sei. Dem Vereinigten Königreich wurde zugestanden, in den kommenden sieben Jahren Arbeitnehmern aus anderen EU-Staaten erst nach vier Jahren dieselben Sozialleistungen zu gewähren wie britischen Bürgern. Die Höhe des ausbezahlten Kindergeldes soll, wenn die Kinder im Ausland leben, an die dortigen Lebenshaltungskosten gekoppelt werden. Diese Regelung soll ab 2020 auch von anderen EU-Staaten angewandt werden können. Der betroffene Staat muss aber zuvor die Einschränkungen mit einer „Notlage“ des Sozialsystems begründen und die Erlaubnis der EU-Kommission einholen. Bekräftigt wurde auch, dass das Vereinigte Königreich sich nicht an der weiteren europäischen Integration beteiligen sowie den Euro auch in Zukunft nicht einführen müsse. Camerons Forderung nach mehr Mitspracherecht bei Entscheidungen der Eurozone wurde dagegen in der Gipfelerklärung entgegnet, dass Großbritannien als Nicht-Euro-Mitglied kein Vetorecht in Belangen der Währungsunion erhält.
Während die britische Regierung das Ergebnis als Erfolg bewertete, betrachtete die Leave-Kampagne Camerons EU-Reformverhandlungen freilich als fehlgeschlagen.
Nach dem Referendum erklärten Vertreter des Europäischen Rates, der EU-Kommission und des Europäischen Parlaments die Ergebnisse der Verhandlungen mit Großbritannien für „hinfällig“. Es werde keine Neuverhandlungen geben.

## Rechtsgrundlagen
Um das Referendum im Vereinigten Königreich und in Gibraltar zu ermöglichen, wurden zwei Rechtsakte erlassen. Der European Union Referendum Act 2015 wurde vom House of Commons (Unterhaus) des Parlamentes des Vereinigten Königreichs verabschiedet und erhielt die königliche Einwilligung am 17. Dezember 2015. Der European Union (Referendum) Act 2016 wurde vom Gibraltar Parliament beschlossen und erhielt die königliche Einwilligung am 28. Januar 2016. Das geplante Referendum wurde in die königliche Thronrede vom 27. Mai 2015 aufgenommen. Bei der zweiten Lesung des EU Referendum Act am 9. Juni 2015 stimmten die Mitglieder des House of Commons mit 544 gegen 53 zugunsten des Gesetzes zur Durchführung des Referendums. Nur Mitglieder der Scottish National Party stimmten gegen das Gesetz.

## Rahmenbedingungen

### Zeitpunkt des Referendums
In seiner Ankündigung des Referendums äußerte der Premierminister, das Referendum solle „spätestens Ende 2017“ stattfinden. Cameron begründete diese vage Aussage damit, dass es ungewiss sei, wann seine Verhandlungen über eine Reform der EU zu einem Abschluss kämen. Ende 2015 und Anfang 2016 mehrten sich die Anzeichen, dass das Referendum schon im Jahr 2016 stattfinden werde. In einer Rede am 18. Dezember 2015 sprach Cameron davon, das Vereinigte Königreich stehe im Jahr 2016 vor wichtigen Entscheidungen; 2016 sei das Jahr der EU-Reform. In einem Interview am 10. Januar 2016 bekräftigte er seine Zuversicht, dass er seine Verhandlungen mit der EU im Februar 2016 abschließen werde. Zugleich lehnte er einen Rücktritt ab, falls es zu einem mehrheitlichen Votum für den EU-Austritt käme. Nach dem vorläufigen Abschluss von Camerons Verhandlungen mit EU-Spitzenpolitikern Anfang Februar 2016 spekulierten Kommentatoren, dass das Referendum schon im Juni 2016 stattfinden könne. Dagegen wandten sich die drei First Minister von Schottland (Nicola Sturgeon), Wales (Carwyn Jones) und Nordirland (Arlene Foster), da am 5. Mai 2016 die Wahlen zu den Regionalparlamenten von Wales, Schottland und Nordirland angesetzt waren. Die enge Aufeinanderfolge von so verschiedenen Wahlereignissen könnte die Wähler verwirren.
Am 20. Februar nannte Cameron den 23. Juni 2016 als Termin des Referendums.

### Frage des Referendums

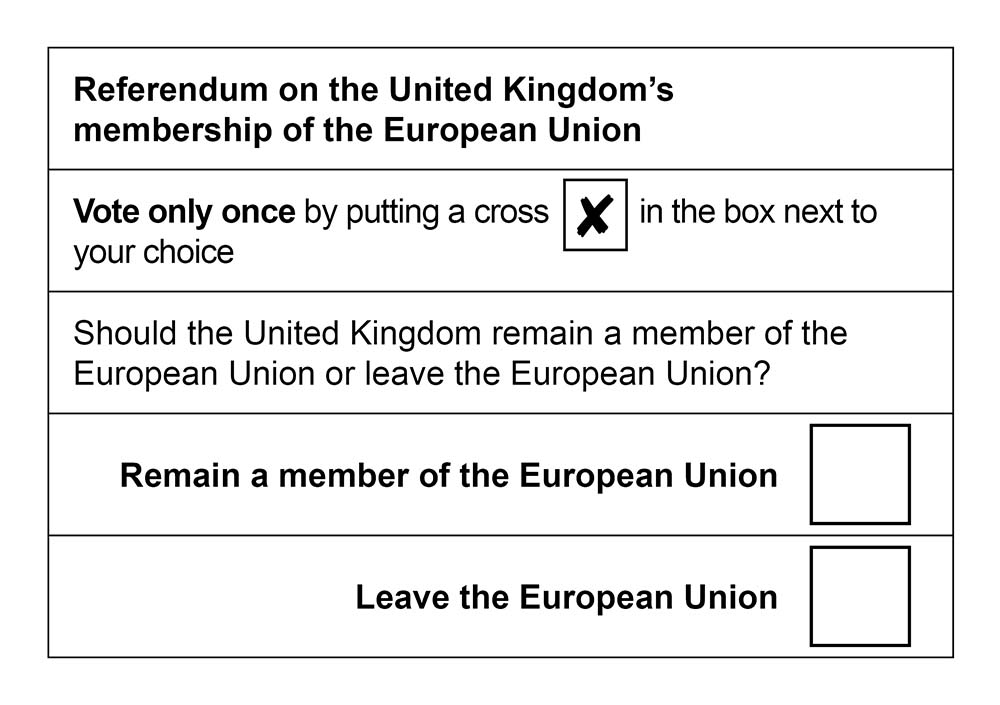
Muster eines Stimmzettels

Es wurden verschiedene Formulierungen für die Frage des Referendums diskutiert. Die Electoral Commission, eine vom britischen Parlament eingesetzte Kommission, schlug am 1. September 2015 folgenden „möglichst neutralen und verständlichen Wortlaut“ vor:

“Should the United Kingdom remain a member of the European Union
or leave the European Union?
O Remain a member of the European Union

  O Leave the European Union”

„Sollte das Vereinigte Königreich Mitglied der Europäischen Union bleiben oder die Europäische Union verlassen?

  O Mitglied der Europäischen Union bleiben

  O Die Europäische Union verlassen“

Bzw. in walisischer Sprache:

„A ddylai’r Deyrnas Unedig aros yn aelod o’r Undeb Ewropeaidd neu adael yr Undeb Ewropeaidd?

  O Aros yn aelod o’r Undeb Ewropeaidd

  O Gadael yr Undeb Ewropeaidd“

Die Regierung Cameron akzeptierte den Vorschlag der Electoral Commission am selben Tag.

### Wahlrecht

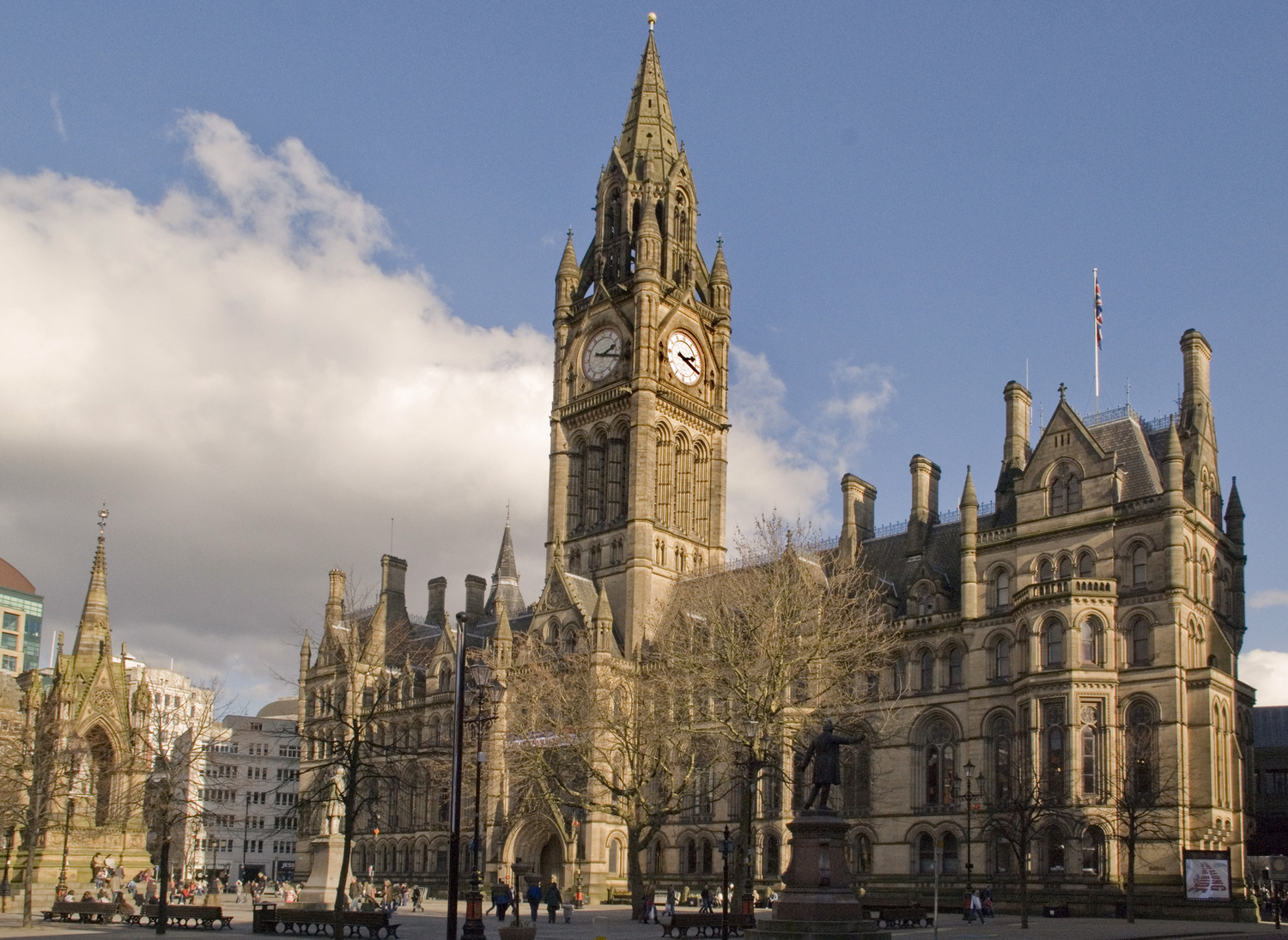
Die Gesamtergebnisse des Referendums im Vereinigten Königreich und Gibraltar wurden in der Manchester Town Hall durch Chief Counting Officer Jenny Watson bekannt gegeben.

Nach dem European Union Referendum Act 2015 waren alle britischen Staatsbürger in England, Schottland, Wales und Nordirland, die über 18 Jahre alt sind, abstimmungsberechtigt. Ebenfalls wahlberechtigt waren über 18-jährige Staatsangehörige von Commonwealth-Staaten, von Gibraltar sowie Staatsangehörige der Republik Irland, die ihren dauerhaften Wohnsitz im Vereinigten Königreich haben. Die Zahl der wahlberechtigten Personen aus Commonwealth-Staaten im Vereinigten Königreich wurde auf 894.000 bis über 960.000 geschätzt. Diese Regelung rief Kritik hervor. Kritiker äußerten die Ansicht, dass nur britische Staatsbürger über vitale britische Interessen abstimmen sollten. Das Abstimmungsverhalten der Personen ohne britische Staatsangehörigkeit wurde unterschiedlich eingeschätzt. Einige vermuteten, dass Wähler aus Irland, Zypern und Malta eher gegen den „Brexit“ stimmen würden, da ihre Heimatstaaten EU-Mitglieder seien. Andere wiesen darauf hin, dass Wähler aus den nicht-europäischen Commonwealth-Staaten (z. B. Indien und Australien) eher geneigt sein könnten, für den EU-Austritt zu stimmen, da sich das Vereinigte Königreich nach einem EU-Austritt politisch und wirtschaftlich verstärkt in Richtung des Commonwealth orientieren würde.
Auch im Ausland lebende britische Bürger („Expats“), die sich innerhalb der letzten 15 Jahre für die Teilnahme an Wahlen im Vereinigten Königreich registriert hatten, durften an der Abstimmung teilnehmen. Wer jedoch seit über 15 Jahre im Ausland lebte, war von der Wahl ausgeschlossen; es handelte sich dabei Schätzungen zufolge um mehr als 60 % der circa 4,9 Millionen im Ausland lebenden Briten. Nicht wahlberechtigt waren Staatsangehörige von EU-Staaten, selbst wenn sie schon seit Jahrzehnten im Land gelebt hatten oder mit einem Briten verheiratet waren. Ebenfalls nicht wahlberechtigt waren Bewohner der Kronbesitzungen der britischen Krone (Isle of Man, Kanalinseln), da diese nicht Mitglieder der Europäischen Union sind. Ebenso war es den Einwohnern von Überseegebieten wie beispielsweise Anguilla nicht erlaubt, mit abzustimmen.
Um wählen zu können, musste der Abstimmende im Wählerregister registriert sein. Eine Registrierung für die Teilnahme an der Abstimmung konnte ursprünglich bis zum Abend des 7. Juni 2016 erfolgen; die Registrierung war auch online möglich. Die letzten Termine für den Antrag auf Briefwahl waren der 3. Juni 2016 (Nordirland) bzw. 8. Juni 2016 (übriges Vereinigtes Königreich). Politiker verschiedener Richtungen äußerten die Befürchtung, dass viele potentielle Wähler den Registrierungs-Termin versäumen könnten. Vor der letzten Unterhauswahl im Jahr 2015 seien 186.000 Anträge auf Wählerregistrierung nicht berücksichtigt worden, weil sie zu spät eingegangen waren. Im Jahr 2014 seien 7,5 Millionen Personen nicht in die Wählerregister eingetragen gewesen. Nachdem die Internetseite zur Online-Registrierung aufgrund einer Computerpanne am Abend des 7. Juni 2016 zeitweilig nicht erreichbar war, wurde die Frist zur Wählerregistrierung bis zum Tagesende des 9. Juni 2016 verlängert. Am 8. und 9. Juni 2016 gingen insgesamt 437.000 Anträge auf Wählerregistrierung ein. Die Ausweitung der Registrierungsfrist wurde von einigen Brexit-Befürwortern wie Arron Banks als Verstoß gegen die Regeln kritisiert. Verspätet registriert hatten sich vor allem Jungwähler, die eher als Befürworter der EU-Mitgliedschaft gelten.

## Kampagne vor dem Referendum

Meinungsumfragen:
verbleiben
verlassen
unentschieden

Migrationsstatistik des Vereinigten Königreichs.
Aufgetragen ist die Anzahl in Tausend Personen pro vorausgehendem Jahr über der Zeit.
Die „Brexit“-Befürworter erhofften sich von einem EU-Austritt die Eindämmung der Einwanderung ins Vereinigte Königreich aus der EU, in der das Prinzip der Arbeitnehmer-Freizügigkeit gilt.

Im Vorfeld der kommenden Abstimmung formierten sich verschiedene Interessengruppen, die für oder gegen den EU-Austritt warben.
Am 23. Januar 2016 wurde die Gründung einer parteiübergreifenden Gruppe Grassroots Out, die für den EU-Austritt wirbt, bekanntgegeben. Zu der Gruppe gehören unter anderem Nigel Farage (UKIP), die Labour-Politikerin Kate Hoey und der ehemalige konservative Minister Liam Fox. Schon länger warben die im Oktober 2015 gegründete Interessengruppe Vote Leave und Leave.EU, die ebenfalls parteiübergreifend aktiv sind, für den Austritt. In der Initiative Labourleave sammelten sich Personen, die der Labour-Partei nahestehen oder ihr angehören, um für den EU-Austritt zu werben. Auf der Seite der Mitgliedschafts-Befürworter formierte sich in den Reihen der Konservativen Partei die Gruppierung Conservatives for Reform in Europe unter Führung des ehemaligen Ministers Nick Herbert. Die größte parteiübergreifende Vereinigung der Mitgliedschaftsbefürworter ist Britain Stronger in Europe unter der Führung von Stuart Rose. In der Initiative Business for New Europe formierten sich Wirtschaftsvertreter, die für einen Verbleib in der EU eintreten.
Am 21. Februar 2016 erklärte Londons früherer Bürgermeister Boris Johnson, Mitglied der Konservativen Partei, dass er sich der Kampagne für den EU-Austritt anschließe, obwohl er noch zwei Tage zuvor eindringlich für einen Verbleib in der EU plädiert hatte. Er verbreitete mit dem „Vote Leave“-Chefstrategen Dominic Cummings unter anderem auf seinem roten Kampagnenbus die falsche Behauptung, die EU koste Großbritannien jede Woche 350 Millionen Pfund, die besser in den National Health Service zu investieren seien. Die tatsächliche Summe liegt nach Auskunft des britischen Schatzamts unter Berücksichtigung des Britenrabatts bei einem Bruttobetrag von 252 Millionen Pfund (wobei die Erträge durch die EU-Mitgliedschaft noch nicht gegengerechnet sind). Ex-Premierminister John Major nannte die Kampagne von Vote Leave „betrügerisch“ (deceitful). Ungeachtet der Kritik behauptete Vote Leave weiterhin, die genannte Überweisungssumme sei korrekt.
Zuwanderung und Wirtschaft waren die wichtigsten Themen der beiden Lager. „Unkontrollierte Zuwanderung“, bei der Ausländer aus ärmeren Ländern ins Vereinigte Königreich „geströmt“ seien, weil man die Kontrolle der eigenen Grenzen aufgegeben habe, war das zentrale Argument von Befürwortern eines Brexit; deren Schlagworte hießen Take back control („Kontrolle wiedererlangen!“) bzw. I want my country back („Ich will mein Land zurückhaben“). Johnson und seine Kollegen betonten, die Einwanderung müsse nach australischem Vorbild unter Kontrolle gebracht werden, was nur außerhalb der EU möglich sei. Auch diese Behauptung war nicht ganz korrekt, da Großbritannien auch als EU-Mitglied die Einwanderung aus Nicht-EU-Staaten selbst regeln kann. Die Brexit-Gegner hatten versucht, die positiven wirtschaftlichen Einflüsse der EU in den Vordergrund zu stellen (Britain stronger in Europe – „Britannien ist stärker als Teil Europas!“).
Am 13. April 2016 wurden durch die Wahlkommission (Electoral Commission) die beiden Vereinigungen Vote Leave und Britain Stronger in Europe als die führenden Kampagnen-Organisationen für den Austritt bzw. den Verbleib des Vereinigten Königreichs in der EU anerkannt. Sie erhielten 700.000 Pfund Sterling aus Steuermitteln und ein Anrecht auf eine gewisse Werbezeit im Fernsehen. Beide Organisationen waren berechtigt, im Wahlkampf bis zu 7 Millionen Pfund Sterling (8,8 Millionen Euro) auszugeben, während andere Organisationen stark beschränkt waren.
Zwischen der durch die Konservativen Boris Johnson und Michael Gove und die deutschgebürtige Labourabgeordnete Gisela Stuart angeführten Vote-Leave- und der im Wesentlichen durch UKIP unter Nigel Farage geführten Grassroots-Out-Gruppierung hatte es zuvor Streitigkeiten gegeben, wer die Kampagne der EU-Gegner anführen und welche Taktik verfolgt werden solle. Die Wahlkommission begründete ihre Entscheidung für Vote Leave mit einer größeren Organisationskapazität und breiteren Abdeckung des Meinungsspektrums (greater depth of representation) durch Vote Leave. Arron Banks, der Multimillionär und Haupt-Finanzier von Leave.EU, die Bewegung, die sich ebenfalls Hoffnungen gemacht hatte, als offizielle Kampagnenorganisation der EU-Gegner anerkannt zu werden, kündigte an, die Entscheidung der Wahlkommission rechtlich prüfen lassen zu wollen. Er unterstützte Leave.EU und UKIP mit insgesamt zwölf Millionen Pfund, der bisher höchsten bekanntgewordenen politischen Spende im Vereinigten Königreich.
In Großbritannien wurden die beiden politischen Lager entsprechend der Fragestellung beim Referendum am 23. Juni 2016 meist mit Remain (für den Verbleib) und Leave (für den Austritt) tituliert – daneben gab es auch den Begriff Bremain als Pendant zum Begriff Brexit. Umgangssprachlich wurde von der in campaign und der out campaign gesprochen.
Die in England populäre Premier League trat wenige Tage vor der Abstimmung für einen Verbleib des Vereinigten Königreichs in der Europäischen Union ein.
EU-Kommissionspräsident Juncker merkte kurz vor dem Wahltag an, das mit Cameron ausgehandelte Reformpaket habe in der Debatte über den Brexit in den vergangenen Monaten keine Rolle gespielt; er schloss Nachverhandlungen aus. Genau einen Monat nach dem Referendum enthüllte BBC Newsnight, dass Cameron in den letzten Tagen vor dem Wahltermin mit Bundeskanzlerin Merkel telefoniert hatte, um eine öffentliche Zusage führender EU-Politiker (Juncker, den französischen Präsidenten Hollande und den Europaratspräsidenten Donald Tusk) in Sachen Migrationskontrolle zu erwirken, diesen Plan aber schließlich aufgab.

### Mord an Jo Cox
Am Donnerstag, den 16. Juni 2016 wurde die Labour-Abgeordnete Jo Cox in ihrem Wahlkreis Batley and Spen durch ein Schusswaffen- und Messerattentat umgebracht. Der psychisch gestörte Attentäter Thomas Mair, ein 52-jähriger Nationalist, hatte dabei „Britain first!“ („Britannien zuerst!“) gerufen. Er wurde wenig später festgenommen. Die Abgeordnete Cox war für die EU-Mitgliedschaft sowie für ethnische Diversität in ihrem Wahlkreis und für eine Flugverbotszone in Syrien eingetreten.
Beide Lager setzten sofort ihren Wahlkampf aus, zunächst bis Samstag, dann bis zur parlamentarischen Gedenksitzung am Montag. Nigel Farage hatte wenige Stunden vor dem Attentat sein kontroverses Plakat Breaking Point enthüllt, das eine lange Schlange von männlichen Flüchtlingen an der slowenischen Grenze im Oktober 2015 zeigte; nach Protesten wurde es am selben Tag zurückgezogen. Auch Brexit-Befürworter wie Michael Gove distanzierten sich von der Aktion.

## Positionen von Parteien, Politikern und Medien

### Politische Parteien
Die meisten politischen Parteien veröffentlichten eine offizielle Stimmempfehlung. In einigen Parteien, insbesondere in der Labour-Partei, gab es prominente Politiker, die öffentlich eine andere Auffassung als die offizielle Parteilinie vertraten. Die Konservative Partei veröffentlichte keine Stimmempfehlung.
| Partei | Partei                             | Landesteil             | Für einen weiteren Verbleib in der EU | Ref.                 |
| ------ | ---------------------------------- | ---------------------- | ------------------------------------- | -------------------- |
|        | Liberal Democrats                  | Großbritannien         | Ja                                    | [ 66 ]               |
|        | Labour Party                       | Großbritannien         | Ja                                    | [ 67 ] [ 68 ]        |
|        | Green Party of England and Wales   | England und Wales      | Ja                                    | [ 69 ]               |
|        | Scottish Green Party               | Schottland             | Ja                                    | [ 70 ]               |
|        | Green Party in Northern Ireland    | Nordirland             | Ja                                    | [ 71 ]               |
|        | Plaid Cymru                        | Wales                  | Ja                                    | [ 72 ]               |
|        | Scottish National Party            | Schottland             | Ja                                    | [ 73 ] [ 74 ]        |
|        | Sinn Féin                          | Nordirland             | Ja                                    | [ 75 ]               |
|        | Social Democratic and Labour Party | Nordirland             | Ja                                    | [ 76 ]               |
|        | Alliance Party                     | Nordirland             | Ja                                    | [ 77 ] [ 78 ]        |
|        | Ulster Unionist Party              | Nordirland             | Ja                                    | [ 79 ]               |
|        | Conservative Party                 | Vereinigtes Königreich | Neutral                               | [ 80 ] [ 81 ] [ 82 ] |
|        | Democratic Unionist Party          | Nordirland             | Nein                                  | [ 83 ]               |
|        | Traditional Unionist Voice         | Nordirland             | Nein                                  | [ 84 ]               |
|        | UK Independence Party              | Vereinigtes Königreich | Nein                                  | [ 85 ]               |

Anmerkungen
1. ↑  Gemeint sind die Landesteile des Vereinigten Königreichs, in denen die betreffende Partei bei Wahlen kandidiert.

Unter den kleineren Parteien befürworteten die Respect Party,
die Trade Unionist and Socialist Coalition (TUSC),
Independence from Europe,
und die British National Party (BNP)
den EU-Austritt. Die Scottish Socialist Party (SSP) sprach sich für ein Verbleiben in der EU aus.

### Einzelne Politiker

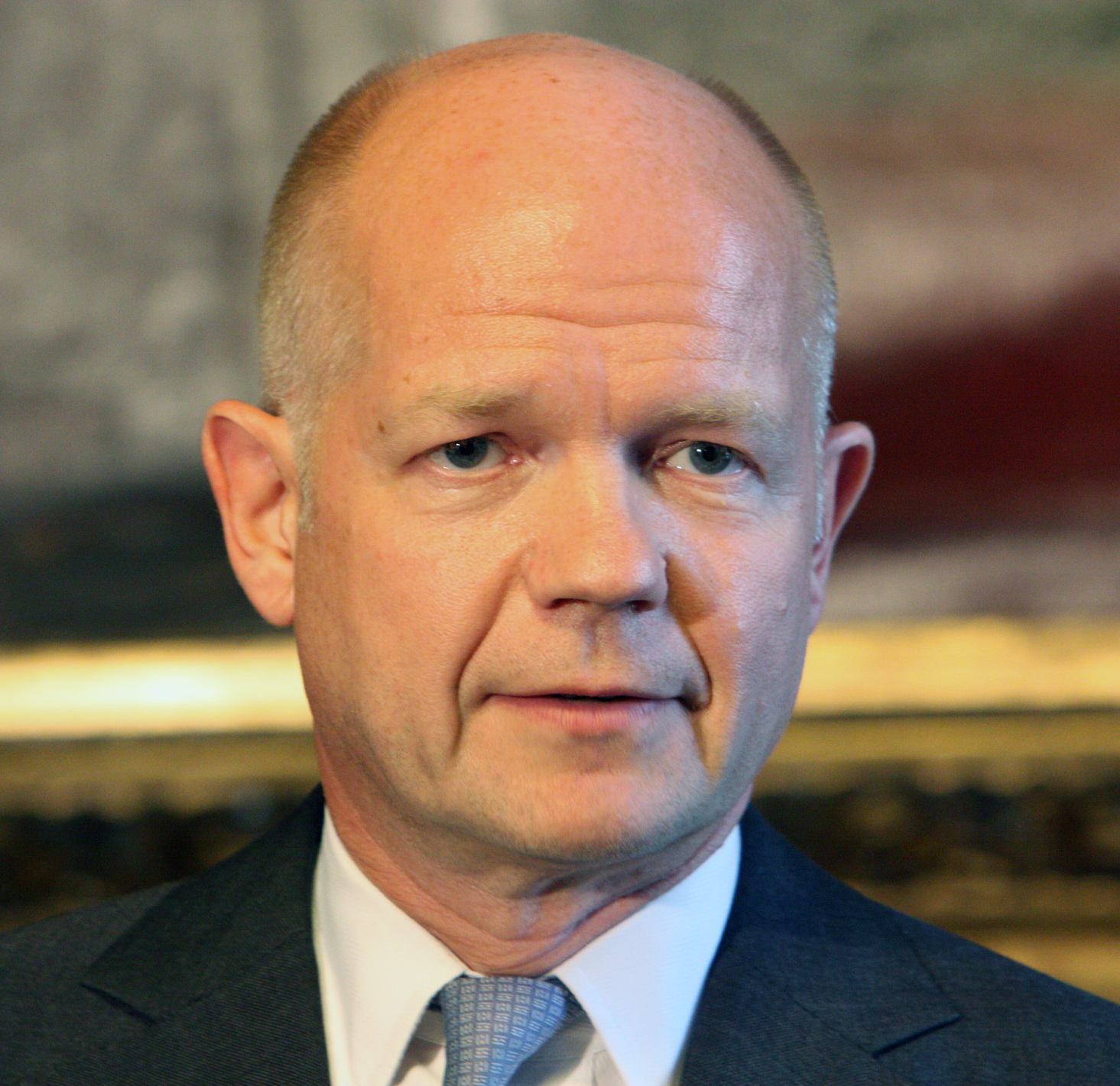
William Hague, ehemaliger Parteivorsitzender der Konservativen, befürwortete den Verbleib in der EU

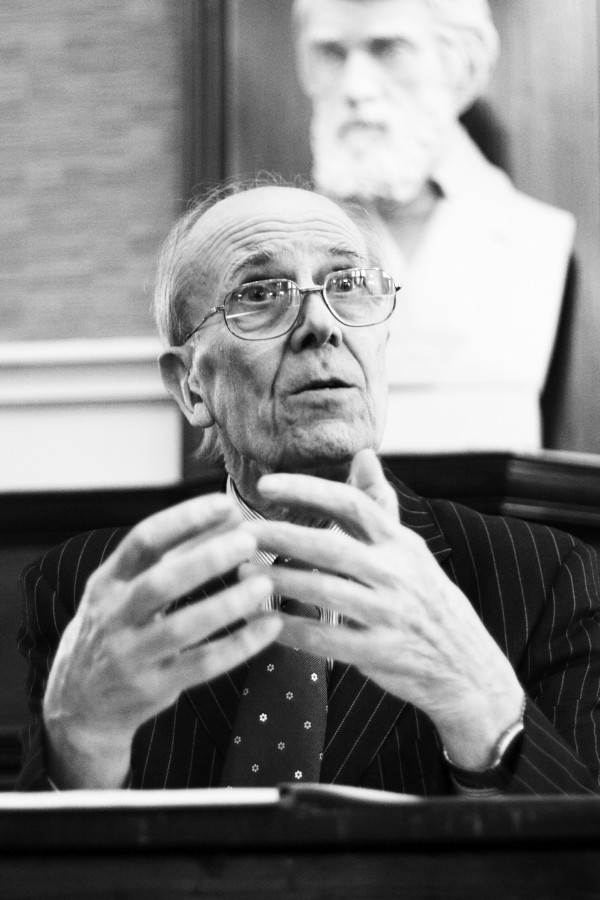
Norman Tebbit, ehemaliger Parteivorsitzender der Konservativen, ein Befürworter des EU-Austritts

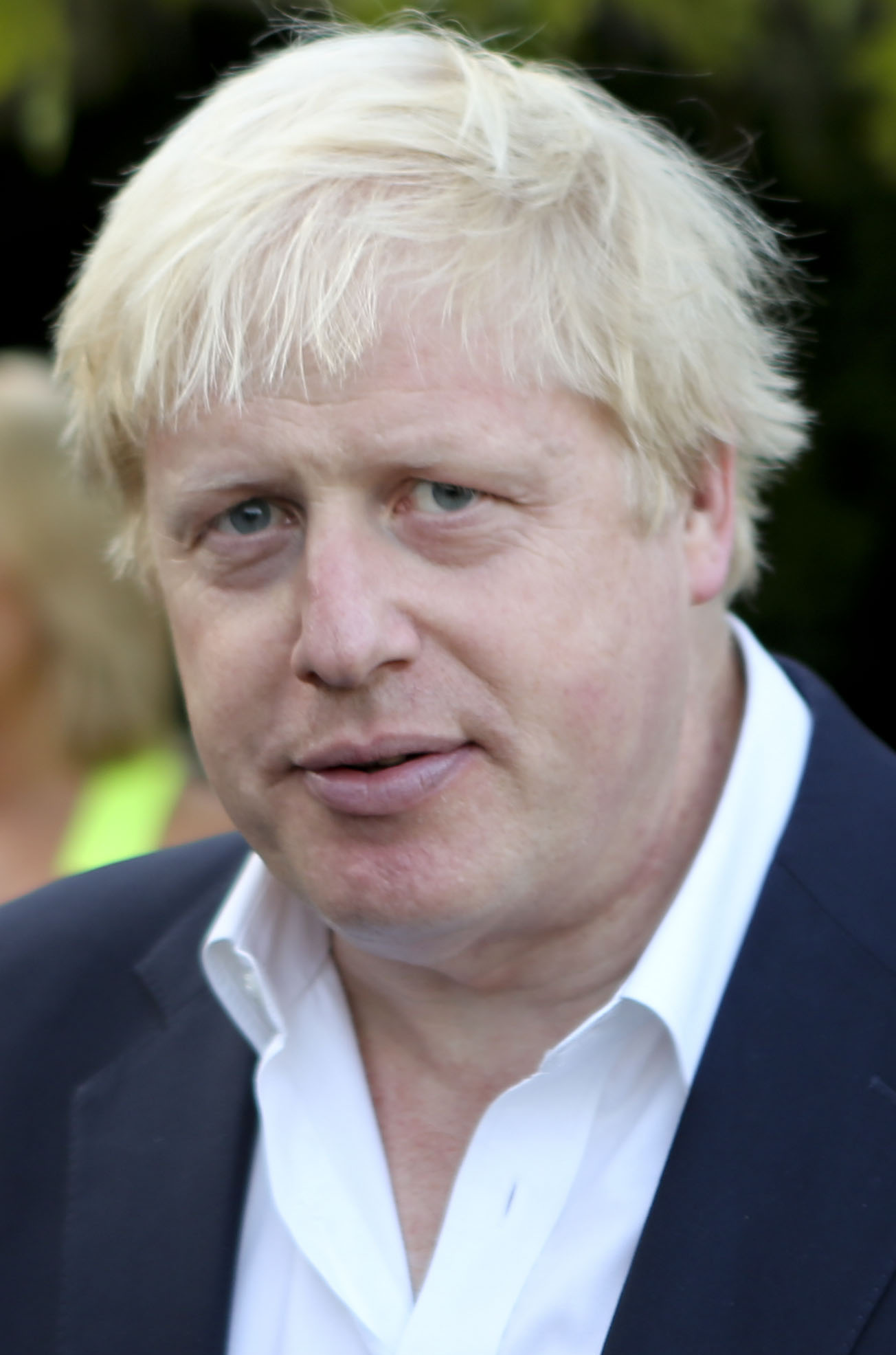
Boris Johnson (2015), ein Anführer der Kampagne für den EU-Austritt

Einzelne prominente Politiker machten ihren Standpunkt, der nicht immer der offiziellen Parteiempfehlung entsprach, öffentlich deutlich. Nachfolgend sind Politiker aufgelistet, die entgegen der offiziellen Parteilinie abstimmen wollten oder deren Partei keine offizielle Stimmempfehlung veröffentlichte.
| Politiker         | Partei              | Verbleib in der EU | Ref.    |
| ----------------- | ------------------- | ------------------ | ------- |
| Michael Heseltine | Conservatives       | Ja                 | [ 92 ]  |
| John Major        | Conservatives       | Ja                 | [ 93 ]  |
| William Hague     | Conservatives       | Ja                 | [ 94 ]  |
| David Willetts    | Conservatives       | Ja                 | [ 95 ]  |
| Kenneth Clarke    | Conservatives       | Ja                 | [ 96 ]  |
| Nigel Lawson      | Conservatives       | Nein               | [ 97 ]  |
| Norman Lamont     | Conservatives       | Nein               | [ 97 ]  |
| Daniel Hannan     | Conservatives       | Nein               | [ 98 ]  |
| Norman Tebbit     | Conservatives       | Nein               | [ 98 ]  |
| Michael Howard    | Conservatives       | Nein               | [ 99 ]  |
| Jacob Rees-Mogg   | Conservatives       | Nein               | [ 100 ] |
| Liam Fox          | Conservatives       | Nein               | [ 101 ] |
| Chris Grayling    | Conservatives       | Nein               | [ 102 ] |
| Boris Johnson     | Conservatives       | Nein               | [ 103 ] |
| Zac Goldsmith     | Conservatives       | Nein               | [ 104 ] |
| Austin Mitchell   | Labour              | Nein               | [ 105 ] |
| Gisela Stuart     | Labour              | Nein               | [ 106 ] |
| Lewis Moonie      | Labour              | Nein               | [ 107 ] |
| Jenny Jones       | Green Party (E & W) | Nein               | [ 108 ] |

Als schwerer Schlag gegen die Pro-EU-Kampagne des Premierministers wurde die Erklärung des Londoner Bürgermeisters Boris Johnson am 21. Februar 2016 bewertet, dass er die Kampagne für den EU-Austritt unterstützen werde. Er war zwar nicht Kabinettsminister, nahm aber ohne Portfolio an Kabinettssitzungen teil. Johnson avancierte zu einer Führungsfigur der EU-Gegner. Er galt als eine von drei Personen in der Konservativen Partei, die David Cameron politisch beerben könnten (neben Theresa May und George Osborne).

### Premierminister Cameron
Premierminister Cameron stellte den Ministern seines Kabinetts, allesamt Tories, die Entscheidung bei der Abstimmung frei, er entband sie also von der Kabinettsdisziplin. Diese Politik des Premierministers wurde auch kritisiert. Ein unterschiedliches Abstimmungsverhalten in einer so entscheidenden Frage könnte sich leicht zu einer allgemeinen Führungskrise der Regierung ausweiten, die im Unterhaus seit der Wahl 2015 nur eine knappe Mehrheit (331 von 650 Sitzen) habe. Die Regierungsmehrheit und die Autorität des Premierministers könnten leicht über den Europa-Streitigkeiten zerbrechen, ähnlich wie es Ende der 1990er Jahre bei der konservativen Regierung unter John Major der Fall gewesen sei. Es wurde auch diskutiert, ob David Cameron noch Premierminister bleiben könne, wenn die Referendumsentscheidung gegen den Verbleib in der EU ausfalle, d. h., ob es sinnvoll sei, dass ein Premierminister, der entschieden für die EU-Mitgliedschaft sei, die Bedingungen des Ausscheidens aus der EU aushandeln solle. Die Frage von Douglas Carswell am 13. April 2016 im Unterhaus, ob Cameron noch Premierminister bleiben werde, falls das Referendum gegen die EU ausfalle, beantworte Cameron mit einem knappen „Yes!“. Auch Minister aus seinem Kabinett, die für den Brexit warben, wie Chris Grayling und Theresa Villiers sprachen sich dafür aus, dass Cameron auch bei einem Brexit als „Teil eines Teams“ weiter Premierminister bleiben solle; andere äußerten Zweifel. Der ehemalige Schatzkanzler Kenneth Clarke meinte, der Premierminister würde „keine 30 Sekunden mehr im Amt bleiben“, falls er das Referendum verlöre (“…wouldn’t last 30 seconds if he lost the referendum”).

### Minister
Nachdem David Cameron seine Verhandlungen in Brüssel mit den EU-Partnern abgeschlossen hatte, verkündete er am Folgetag, dem 20. Februar 2016 den Termin des Referendums und richtete gleichzeitig einen Appell an die Wählerschaft, für einen Verbleib in der EU zu stimmen. Dies war gewissermaßen auch der Startschuss für die Mitglieder seines Kabinetts, die eigenen Standpunkte deutlich zu machen. Zuvor waren die meisten Minister mit dem Argument diszipliniert worden, dass sie angesichts der noch laufenden Verhandlungen noch kein Urteil fällen, sondern erst das Ergebnis derselben abwarten sollten.
| Kabinettsmitglied  | Posten | Verbleib in der EU |
| ------------------ | --- | ------------------ |
| David Cameron      | Premierminister                                                                                                   | Ja                 |
| George Osborne     | Schatzkanzler (Chancellor)                                                                                        | Ja                 |
| Theresa May        | Innenministerin (Home Secretary)                                                                                  | Ja                 |
| Philip Hammond     | Außenminister (Foreign Secretary)                                                                                 | Ja                 |
| Sajid Javid        | Minister für Wirtschaft, Innovation und Qualifizierung (Business, Innovation and Skills Secretary)                | Ja                 |
| Stephen Crabb      | Minister für Wales (Welsh Secretary)                                                                              | Ja                 |
| Justine Greening   | Ministerin für Internationale Entwicklungszusammenarbeit (International Development Secretary)                    | Ja                 |
| Jeremy Hunt        | Gesundheitsminister (Health Secretary)                                                                            | Ja                 |
| Greg Clark         | Minister für kommunale Angelegenheiten und örtliche Selbstverwaltung (Communities and Local Government Secretary) | Ja                 |
| Patrick McLoughlin | Verkehrsminister (Transport Secretary)                                                                            | Ja                 |
| Liz Truss          | Umweltminister (Environment Secretary)                                                                            | Ja                 |
| Oliver Letwin      | Kanzler des Herzogtums Lancaster (Chancellor of the Duchy of Lancaster)                                           | Ja                 |
| Nicky Morgan       | Bildungsminister (Education Secretary)                                                                            | Ja                 |
| David Mundell      | Minister für Schottland (Scotland Secretary)                                                                      | Ja                 |
| Baroness Stowell   | Vorsitzende des Oberhauses (House of Lords Leader)                                                                | Ja                 |
| Michael Fallon     | Verteidigungsminister (Defence Secretary)                                                                         | Ja                 |
| Amber Rudd         | Ministerin für Energie und Klimawandel (Energy and Climate Change Secretary)                                      | Ja                 |
| Iain Duncan Smith  | Minister für Arbeit und Pensionen (am 18. März 2016 zurückgetreten) (Work and Pensions Secretary)                 | Nein               |
| Chris Grayling     | Führer im Unterhaus (Leader of the House of Commons)                                                              | Nein               |
| John Whittingdale  | Minister für Kultur, Medien und Sport (Culture, Media and Sport Secretary)                                        | Nein               |
| Theresa Villiers   | Ministerin für Nordirland (Northern Ireland Secretary)                                                            | Nein               |
| Michael Gove       | Justizminister (Justice Secretary)                                                                                | Nein               |

### Parlamentsabgeordnete

Voraussichtliches Abstimmungsverhalten der gewählten Unterhausabgeordneten nach Wahlkreisen
(Stand: 21. März 2016)

Mit Stand vom 21. März 2016 hatten sich 162 konservative Unterhausabgeordnete für den Verbleib in der EU und 130 dagegen ausgesprochen. Bei der Labour Party lag das Verhältnis bei 215:7.
Für den Verbleib in der EU sprachen sich alle Abgeordneten der Scottish National Party (54), der Liberal Democrats (8), der nordirischen SDLP (3) und der walisischen Plaid Cymru (3) aus. Dagegen war die gesamte Fraktion der nordirischen Democratic Unionist Party (8).
Einige Abgeordnete hatten ihre Meinung nicht öffentlich gemacht.

### Britische Medien
| Presseorgan     | Verbleib in der EU | Ref.            |
| --------------- | ------------------ | --------------- |
| The Economist   | Ja                 | [ 114 ]         |
| The Guardian    | Ja                 |                 |
| The Observer    | Ja                 | [ 115 ]         |
| Financial Times | Ja                 | [ 116 ]         |
| Daily Express   | Nein               | [ 117 ]         |
| Daily Mail      | Nein               |                 |
| The Spectator   | Nein               | [ 118 ]         |
| The Sun         | Nein               | [ 119 ] [ 120 ] |

### Gibraltar
Auch die Bewohner Gibraltars waren bei dem Referendum wahlberechtigt. Im Gegensatz zum Vereinigten Königreich bestand unter den dortigen Politikern weitgehender Konsens, dass das Verbleiben in der Europäischen Union die günstigere Perspektive wäre. Chief Minister Fabian Picardo, der Parteiführer der Gibraltar Socialist Labour Party (GSLP), meinte in einer Stellungnahme, dass es für Gibraltar „keine vernünftige Alternative“ zur EU-Mitgliedschaft gebe. Sein Stellvertreter Joseph Garcia, Parteiführer der Liberal Party (LPG), stimmte dem zu und auch der Oppositionsführer Daniel Feetham der Gibraltar Social Democrats (GSD) begrüßte das Ergebnis der Verhandlungen David Camerons mit seinen EU-Partnern.

## Internationale Sicht im Vorfeld
Fast alle großen internationalen Institutionen und Staaten sprachen sich für ein Verbleiben des Vereinigten Königreichs in der EU aus. US-Präsident Barack Obama machte bei seinem Staatsbesuch im Vereinigten Königreich vom 22. bis 25. April 2016 unmissverständlich deutlich, dass die Vereinigten Staaten ein Verbleiben des Vereinigten Königreichs in der EU bevorzugten. Das Vereinigte Königreich müsse sich im Falle eines Verlassens der EU „ganz hinten in der Warteschlange anstellen“ („at the back of the queue“) und könne ungeachtet der special relationship zwischen beiden Staaten nicht damit rechnen, beim Abschluss eines Handelsvertrages bevorzugt behandelt zu werden. Das Vereinigte Königreich besitze innerhalb der EU ein größeres politisches Gewicht als außerhalb. Die Führer der Brexit-Kampagne kritisierten die Äußerungen. Nigel Farage unterstellte Obama aufgrund seines kenianischen Vaters eine unterschwellig anti-britische Haltung. Der japanische Premierminister Shinzo Abe warnte bei einem Staatsbesuch am 5. Mai 2016, dass ein Brexit dazu führen könnte, dass weniger japanische Investitionen ins Vereinigte Königreich flössen. Auf dem G7-Gipfel in Ise-Shima 2016 verabschiedeten die Staats- und Regierungschefs eine gemeinsame Erklärung, in der es hieß, dass „ein Ausscheiden des Vereinigten Königreichs aus der EU den Trend zu verstärktem globalen Handel, Investitionen und die damit geschaffenen Arbeitsplätze umkehren“ und ein „weiteres ernsthaftes Risiko für Wirtschaftswachstum“ darstellen würde. Die Organisation für wirtschaftliche Zusammenarbeit und Entwicklung (OECD) sprach in einer Analyse davon, dass ein EU-Austritt einer zusätzlichen Steuer („Brexit tax“) gleichkäme. Der Internationale Währungsfonds (IMF) warnte ebenfalls vor einem Brexit, der der Wirtschaft Europas und der Welt schweren Schaden zufügen könne.
Russland gab keine offizielle Stellungnahme ab. In den Medien wurde aber Präsident Wladimir Putin unterstellt, dass er ein Ausscheiden des Vereinigten Königreichs aus der EU begrüßen würde, da dies seinem politischen Kalkül einer Schwächung der EU bis hin zu deren Auflösung in Einzelstaaten entgegenkäme. Tatsächlich konnte im Nachhinein sogar, wie später auch bei den US-Wahlen in diesem Jahr, eine gezielte russische Einflussnahme zugunsten der Brexit-Befürworter nachgewiesen werden. Diese wurde mutmaßlich von der Einheit 29155 des russischen Militärnachrichtendienstes GRU durchgeführt.
Verschiedene internationale Medien sprachen sich für einen Verbleib des Vereinigten Königreiches in der EU aus und verwiesen auch auf prominente Brexit-Gegner aus Großbritannien. Hohe internationale und mediale Resonanz erhielt ein Beitrag des in den USA wirkenden britischen Komikers John Oliver, der in seiner Sendung Last Week Tonight vier Tage vor dem Referendum in einem viertelstündigen Beitrag auf die Argumente der Brexit-Befürworter einging und für einen Verbleib in der EU plädierte. Sein Beitrag wurde wenige Stunden später im Internet veröffentlicht und aufgrund seiner hohen Aufrufzahl weltweit in den Medien aufgegriffen. Eine Vielzahl zivilgesellschaftlicher Initiativen in ganz Europa sprachen sich ebenfalls für den Verbleib des Vereinigten Königreiches in der EU aus. Darunter der offene Brief "#EuropeLovesUK", den über 57.000 Menschen online unterschrieben und Facebook-Kampagnen, wie "Britain, please stay" oder "#Wewouldmissyou".

## Ergebnisse

### Registrierte Wähler und Wahlbeteiligung
Am 21. Juni 2016, zwei Tage vor der Abstimmung gab die britische Wahlkommission (Electoral Commission) die Zahl der Wähler bekannt, die sich bis zum 9. Juni 2016 (dem Ausschlusstermin) für die Wahl registriert hatten. Insgesamt waren 46.475.420 Wahlberechtigte in die Wahlregister eingetragen, mehr als zwei Millionen Wähler mehr als bei der letzten Unterhauswahl 2015 (damals 44.441.081) und die größte Zahl an Wählern in der Geschichte britischer Wahlen.
Abgestimmt haben letztendlich 33.578.016 Wähler, die Wahlbeteiligung betrug damit 72,2 %. Abzüglich 26.033 ungültiger Stimmen wurden dann 33.551.983 Stimmen ausgewertet. Über die Wahlbeteiligung nach Alter gibt es unterschiedliche Angaben: Laut Sky Data stieg die Beteiligung am Referendum mit dem Alter der Wähler, insbesondere die Altersgruppe der unter 25-Jährigen blieb der Abstimmung demnach mehrheitlich fern. Nach einer Untersuchung der London School of Economics lag die Beteiligung, bezogen auf die registrierten Wähler, in der jüngeren Altersgruppe deutlich höher.

### Gesamtergebnis
| Abstimmung für                       | Stimmen    | Prozent |
| ------------------------------------ | ---------- | ------- |
| Verbleib in der EU                   | 16.141.241 | 48,11   |
| Austritt aus der EU                  | 17.410.742 | 51,89   |
| Gültige Stimmen                      | 33.551.983 | 99,92   |
| Ungültige Stimmen, leere Stimmzettel | 26.033     | 0,08    |
| Stimmen Gesamt                       | 33.578.016 | 100,00  |
| Registrierte Wähler und Beteiligung  | 46.499.537 | 72,21   |

| Landesteil | Wahlberechtigte | Gültige Stimmen | Gültige Stimmen |
| ---------- | --------------- | --------------- | --------------- |
| England    | 38.956.824      | 28.415.402      | 72,9 %          |
| Schottland | 3.988.492       | 2.679.513       | 67,2 %          |
| Wales      | 2.270.743       | 1.626.719       | 71,6 %          |
| Nordirland | 1.260.955       | 790.149         | 62,7 %          |
| Gibraltar  | 24.117          | 20.145          | 83,5 %          |
| Summe      | 46.499.537      | 33.551.983      | 72,2 %          |

| Alter | Beteiligung |
| ----- | ----------- |
| 18–24 | 64 %        |
| 25–39 | 65 %        |
| 40–54 | 66 %        |
| 55–64 | 74 %        |
| 65+   | 90 %        |

## Reaktionen auf das Referendum

### Unmittelbare Reaktionen
Am Morgen nach dem Referendum kündigte Premierminister Cameron seinen Rücktritt für Oktober 2016 an.
In einer gemeinsamen Erklärung forderten EU-Kommissionspräsident Jean-Claude Juncker, der Präsident des Europäischen Rates Donald Tusk, der Präsident des Europäischen Parlaments Martin Schulz, und der Ratspräsident und niederländische Premierminister Mark Rutte die britische Regierung auf, dem Wunsch der britischen Wähler zu entsprechen und keine Zeit zu verlieren, um die Zeit der Unsicherheit zu verkürzen.
Die Erste Ministerin Schottlands, Nicola Sturgeon, fand es inakzeptabel, dass Schottland automatisch mit England aus der EU austreten solle, obwohl die schottischen Wähler mehrheitlich für einen Verbleib gestimmt hätten. Ihr zufolge sei ein erneutes Referendum über die Unabhängigkeit Schottlands „sehr wahrscheinlich“.
Auch in Nordirland gibt es nach dem Referendum Bestrebungen, aus dem Vereinigten Königreich auszutreten. Die irisch-republikanische Partei Sinn Féin forderte ein Referendum in Nordirland, welches über die Wiedervereinigung mit der Republik Irland entscheiden sollte. Es wurde auch vereinzelt über eine ungewöhnlich hohe Zahl von Anträgen auf Ausstellung eines Passes der Republik Irland für Bürger Nordirlands berichtet.
Die spanische Regierung forderte angesichts des sehr pro-europäischen Votums der Bevölkerung von Gibraltar die Einrichtung einer gemeinsamen britisch-spanischen Verwaltung von Gibraltar.
Einige rechtspopulistische Parteien in Europa, wie AfD (Deutschland), FPÖ (Österreich), FN (Frankreich) und PVV (Niederlande), nahmen den Brexit positiv auf. FN und PVV forderten nach Bekanntwerden des Ergebnisses ebenfalls Referenden in ihren Ländern.

### Entwicklungen in den politischen Parteien
Am 30. Juni 2016 gab Boris Johnson überraschend bekannt, er strebe nicht das Amt des britischen Premierministers an (das mit dem Amt des Vorsitzenden der Conservative Party verknüpft ist). Bei der Bewerbung um die Nachfolge David Camerons ging Theresa May siegreich aus den parteiinternen Abstimmungsrunden hervor. Sie wurde am 13. Juli Premierministerin und stellte ein neues Kabinett zusammen.
Am 4. Juli 2016 kündigte Nigel Farage überraschend seinen Rücktritt als UKIP-Vorsitzender an. Farage und Johnson gelten als die beiden Politiker, die am stärksten zur Wählermehrheit für einen Brexit beigetragen haben.
In der Labour Party fand ein Machtkampf statt. Mehrere Abgeordnete kündigten an, ein Misstrauensvotum gegen den Vorsitzenden Jeremy Corbyn anzustreben, dessen wenig engagierten Wahlkampf sie für den Ausgang der Abstimmung mit verantwortlich machten. Angela Eagle kündigte ihre Kampfkandidatur gegen Jeremy Corbyn an.

### Wirtschaft
Infolge des Ergebnisses des Referendums fiel der Kurs des britischen Pfunds von 1,50 US-Dollar am Abend des Abstimmungstages auf 1,32 US-Dollar am 27. Juni 2016, den niedrigsten Wechselkurs zum US-Dollar seit 31 Jahren und ein Minus von 12 Prozent. Der FTSE 250 Index, der vor allem britische Werte enthält, fiel am Freitag, den 24. Juni 2016 um 7 % und am darauffolgenden Montag erneut um weitere 7 %, was dem höchsten Verlust seit 29 Jahren entsprach. Am 29. Juni 2016 erreichte der Index wieder das Niveau vor dem Referendum. Laut Berichten einiger Wirtschaftsmedien hatte der Pfund-Kursverlust den statistischen Nebeneffekt, dass die Volkswirtschaft des Vereinigten Königreichs auf der Liste der weltgrößten Volkswirtschaften kurzzeitig vom fünften Platz auf den sechsten Platz (hinter Frankreich) rutschte, das es 2014 „überholt“ hatte. Große Ratingagenturen senkten das Rating des UK: Standard & Poor’s von AAA auf AA, Fitch von AA+ auf AA, und Moody’s setzte seinen Ausblick auf „negativ“ herab.

### Online-Petition für ein zweites Referendum
Als das Ergebnis des Referendums bekannt wurde, erhielt eine im Internet durchgeführte Petition Zuspruch, die auf eine Wiederholung des Referendums abzielte. Die Petition war schon am 25. Mai gestartet worden, mehr als vier Wochen vor dem Referendum. Der Text der Petition lautete:

“We the undersigned call upon HM Government to implement a rule that if the Remain or Leave vote is less than 60 per cent based a turnout less than 75 per cent there should be another referendum.”

„Wir, die Unterzeichner, fordern die Regierung auf, folgende Regelung zu treffen: Wenn das Abstimmungsergebnis zugunsten von Bleiben oder Verlassen weniger als 60 Prozent beträgt bei einer Wahlbeteiligung von weniger als 75 Prozent, soll ein zweites Referendum stattfinden.“

Die Abstimmung wurde auf einer Website durchgeführt, die gemeinsam von der britischen Regierung und dem britischen Parlament betrieben wird. Die Zahl der Unterschriften überschritt am 24. Juni die Schwelle von 100.000 Stimmen, demnach muss die Petition im Parlament debattiert werden. Zusätzlich ist die Regierung verpflichtet, mit einer öffentlichen Stellungnahme darauf zu antworten. Am 25. Juni hatten bereits zwei Millionen britische Bürger oder dort lebende Ausländer die Petition unterschrieben, am 27. Juni waren es 3,6 Millionen. Das Fehlen eines Captcha-Identifikationstests auf der Abstimmungsseite ermöglichte es Bots, automatisch tausendfach abzustimmen. Zehntausende Stimmen wurden als manipuliert erkannt und entfernt.
Am 9. Juli teilte das Außenministerium mit, dass die Regierung das Anliegen der Petition ablehne; das Ergebnis des Referendums vom 23. Juni müsse respektiert und umgesetzt werden. Formal ist das House of Commons der Adressat der Petition. Ihm wird vom britischen Petitionsrecht auferlegt, beim Überschreiten der Marke von 100.000 Unterschriften eine Stellungnahme über die Aufnahme einer Parlamentsdebatte abzugeben. Bis zum 10. Juli gaben vier Millionen Internet-User der Petition ihre Stimme (mehr als 77.000 gefälschte Signaturen wurden festgestellt). Am 12. Juli gab das für Petitionen zuständige Komitee im House of Commons bekannt, dass am 5. September über den Vorschlag der Petition in Westminster Hall debattiert werde. Das Komitee wies aber darauf hin, dass diese Debatte nicht zu einer Entscheidung des House of Commons über ein zweites Referendum führen werde. Es sei auch nicht möglich, die Regeln für das Referendum, das bereits stattgefunden habe, nachträglich zu ändern. Es liege im Ermessen der Regierung, ob sie ein zweites Referendum in Gang setzen wolle.

## Theorien zum Ausgang des Referendums
Es bestehen vielfältige Erklärungsversuche, wieso es zum Austrittsvotum der Wahlberechtigten des Vereinigten Königreichs kam.

### EU-bezogene Interpretation
Der irische Historiker Brendan Simms (Universität Cambridge) diagnostizierte bereits im Juli 2015 im Interview mit der Basler Zeitung, dass die Briten wenig Interesse an einer Vertiefung des europäischen Verbunds hätten, weil sie dies „gar nicht nötig“ hätten: Europa sei die Lösung für ein Problem, welches das Vereinigte Königreich im Gegensatz zu den Ländern des Kontinents nie gehabt habe. Während Britannien seit Jahrhunderten keine militärische Niederlage erlitten habe, seien in Kontinentaleuropa fast alle Staaten mit Ausnahme der Schweiz in verschiedenen Kriegen besiegt oder besetzt worden, seien Täter oder Opfer gewesen. Nach dem Zweiten Weltkrieg habe sich in Kontinentaleuropa berechtigterweise die Ansicht durchgesetzt, dass es mit der nationalen Politik so nicht weitergehen könne. Die Briten bräuchten Europa nicht. Eher schon bräuchte Europa das Vereinigte Königreich.
Der schweizerisch-britische Historiker Oliver Zimmer (Universität Oxford) empfahl wenige Tage nach dem Austrittsreferendum den „Rückbau der EU“. Für ihn liegt in der mangelnden Selbstbestimmung der Mitgliedstaaten der EU als Folge der zu weit fortgeschrittenen Europäischen Integration der Grund für den Austritt des Vereinigten Königreichs. Im Unterschied zu Simms ist für ihn entscheidend, dass die Menschen in Europa insgesamt wenig Interesse daran hätten, aus der Union einen „Staat“ werden zu lassen und ihre originären Nationalstaaten dafür aufzugeben. Er sprach sich daher für eine punktuelle Umkehr der Integration aus: Abschaffung der Währung Euro und Abschaffung der Personenfreizügigkeit.

### Interpretation über nationale Krisenerscheinungen
Der britische Germanist Nicholas Boyle (Universität Cambridge) erklärt den Brexit als Ergebnis einer Krise der englischen Identität, die entstanden sei, weil es keine Vergangenheitsbewältigung gegeben habe. Die Identität basiere auf dem englischen Nationalismus und den Konzepten der Britishness und des British exceptionalism, welche sich ihrerseits aus einer imperialistischen Vorstellung vom britischen Weltreich nährten. Mit diesen Konstrukten hätten die Engländer andere Nationen auf den Britischen Inseln überzeugt, die Waliser, Schotten und Iren bzw. Nordiren, sich an der Errichtung des britischen Weltreichs zu beteiligen. Das unverarbeitete Trauma des Untergangs des Weltreichs habe eine „englische Psychose“, eine narzisstische Störung verursacht. Das Leave-Votum sei von nachwirkenden Vorstellungen der Bevorzugung und einer Nostalgie von der globalen Rolle Englands geprägt gewesen. Auf dieser Grundlage werden die Globalisierung des Vereinigten Königreichs und ein Anknüpfen an das Konzept des Commonwealth of Nations als Alternative zur Europäischen Union beworben.
Der britische Philosoph Raymond Geuss (Universität Cambridge) erklärt das Ergebnis des Brexit-Referendums als einen „Wutausbruch“ benachteiligter Menschen, vor allem in den von Deindustrialisierung betroffenen Gebieten Englands. Den Austrittsbefürwortern sei es gelungen, die EU zum Sündenbock des Elends dieser Gruppe zu machen. Ein weiterer Faktor sei eine handfeste Fremdenfeindlichkeit gewesen, welche als euroskeptische Stimmung aufgeflammt sei, nachdem sich die EU unfähig gezeigt habe, die Flüchtlingskrise in Europa zu bewältigen.
Zu den sachlichen Fragen über wirtschaftlichen und politischen Nutzen der EU-Mitgliedschaft für das Vereinigte Königreich gesellte sich ein jahrelanger, europaweiter Aufschwung rechtspopulistischer Tendenzen sowie eine Anti-Establishment-Stimmung. Der Gegensatz zwischen „liberalen Internationalisten“ und „autoritären Nationalisten“ steht im Verdacht, die Wahlentscheidung sowohl der Brexiteers wie der EU-Befürworter stärker beeinflusst zu haben als sachliche Nutzenabwägungen.

### Geldpolitische Interpretation
Die zunehmend lockeren Geldpolitiken der Bank of England und der Europäischen Zentralbank werden für den Schwund von Produktivitätsfortschritten und Wachstum verantwortlich gemacht; die Verteilungsungleichheit sei erhöht. Daraus sei unter wachsenden Bevölkerungsschichten eine schwelende Unzufriedenheit entstanden, die eine politische Polarisierung und Protestabstimmungen wie den Brexit begünstige. Weitere Austritte aus der EU seien nicht auszuschließen, wenn die Geldpolitiken in Europa weiter expansiv bleiben.

## Austrittsverfahren
Am 29. März 2017 übermittelte Theresa May, Premierministerin des Vereinigten Königreichs, das Austrittsgesuch gemäß Artikel Art. 50 EU-Vertrag von Lissabon an EU-Ratspräsident Donald Tusk und leitete damit den EU-Austritt des Vereinigten Königreichs ein. Der EU-Austritt erfolgte am 31. Januar 2020 (23.00 UTC, 24.00 MEZ).